# 庫福尼西島

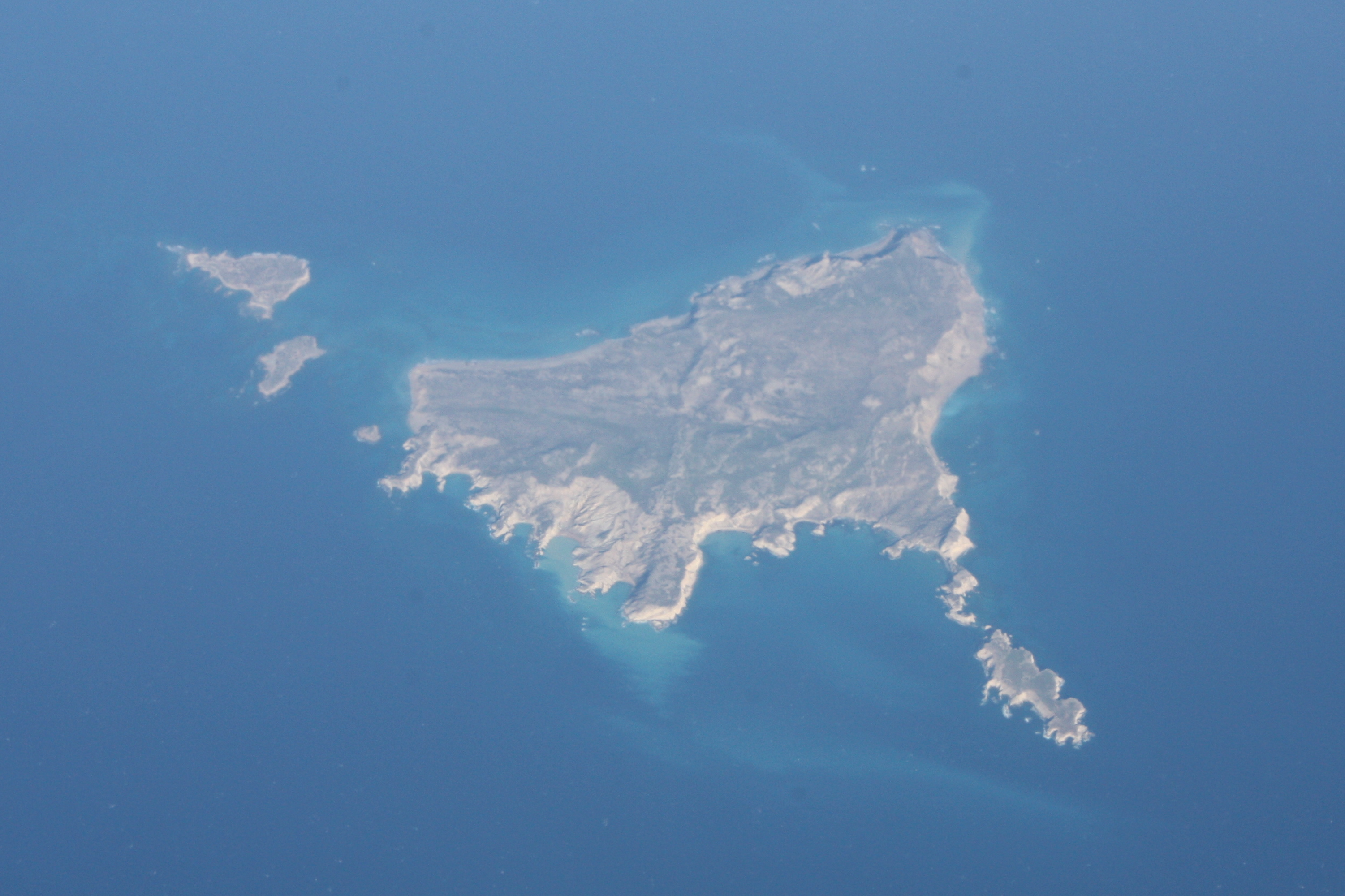

庫福尼西島（希臘語：Κουφονήσι）是希臘的島嶼，位於克里特島以南4公里的地中海東部，長2.8公里、寬3公里，面積4.26平方公里，最高點海拔高度74米，島上無人居住。行政上该岛隶属于克里特大区拉西锡专区的锡蒂亚市镇。